# Bogusław Wontor
Bogusław Tadeusz Wontor (* 29. September 1967 in Słubice) ist ein polnischer Politiker (SLD) und war von 2001 bis 2015 und von 2019 bis 2023 Abgeordneter des Sejm in der IV., V. und VI., VII. und IX. Wahlperiode.

## Leben und Beruf
Wontor beendete 1998 sein Studium an der Fakultät für Technische Grundlagenforschung der Technischen Universität Zielona Góra. Er ist Mitglied verschiedener Sportverbände, darunter seit 1984 der Volkssportverbände und der Gesellschaft zur Unterstützung der Körperkultur, seit 1990 ist er Mitglied des Akademischen Sportbundes. Von 2000 bis 2001 war er Präsident des Verbandes der Sportverbände von Lebus. Seit 2004 leitet er den Polnischen Sport-Jugendbund. 2007 schloss er ein Aufbaustudium an der Hochschule für Tourismus und Erholung in Warschau ab.

## Politik
Seit 1983 war Wontor im Polnischen Sozialistischen Studentenbund aktiv. Bis 1999 war er Mitglied der Socjaldemokracja Rzeczypospolitej Polskiej (SdRP), danach trat er dem Sojusz Lewicy Demokratycznej (SLD) bei. 
In den Jahren 1998 bis 2001 saß er im Sejmik der Woiwodschaft Lebus und bekleidete das Amt des Stellvertretenden Vorsitzenden sowie des Vorsitzenden der SLD-Fraktion. Bei den Parlamentswahlen 2001 und 2005 wurde er für den Wahlkreis Zielona Góra über die Liste des SLD Abgeordneter des Sejm. In den Parlamentswahlen 2007 wurde er mit 11.658 Stimmen über die Liste des Wahlbündnisses Lewica i Demokraci (LiD) erneut in den Sejm gewählt. Er war Mitglied der Sejm-Kommissionen für Sport sowie Erziehung, Wissenschaften und Jugend. Seit dem 22. April 2008 ist er Mitglied der neu gegründeten Fraktion Lewica. Bei der Parlamentswahl 2011 gelang es ihm als Drittplatzierter auf der SLD-Liste den Wahlkreisspitzenkandidaten der Partei Jan Kochanowski um sechs Stimmen zu überflügeln und damit sein Mandat zu verteidigen. Bei der Parlamentswahl 2015 scheiterte das Linksbündnis Zjednoczona Lewica, an dem sich die SLD beteiligt hatte, knapp an der für Wahlbündnisse geltenden 8-%-Hürde, sodass Wontor aus dem Sejm ausschied. Nachdem er bei den Selbstverwaltungswahlen 2018 den Einzug in den Woiwodschaftssejmik verpasst hatte, gelang ihm 2019 die Rückkehr in den Sejm. Bei der Wahl 2023 bewarb er sich nicht erneut um ein Mandat und schied aus dem Parlament aus.